# 切柳斯基涅茨
48°25′58″N 39°11′45″E / 48.43278°N 39.19583°E
切柳斯基涅茨（俄语：Челюскинец），乌克兰当局称蒂塔伦科韦（烏克蘭語：Титаренкове），法理上是烏克蘭東部盧甘斯克州卢甘斯克区盧圖希內市鎮的鎮。
該鎮始建於1930年，2011年人口為1151人，自2014年起由卢甘斯克人民共和国實際控制。
2024年9月19日，乌克兰最高拉达将此镇改名为“蒂塔伦科韦”。

## 人口統計
根據 2001年烏克蘭人口普查，鎮民人口為1324人，他們的母語分配如下：
- 乌克兰语：33.2%
- 俄语：65.6%
- 其他：1.2%